# Trichotomoxia
Trichotomoxia là một chi bọ cánh cứng trong họ Mordellidae.
Chi này được miêu tả khoa học năm 1950 bởi Franciscolo.

## Các loài
Chi này gồm các loài:
- Trichotomoxia chubbi Franciscolo, 1950
- Trichotomoxia demarzi Ermisch, 1962
- Trichotomoxia grosseantennalis Franciscolo, 1955